# Musqueam

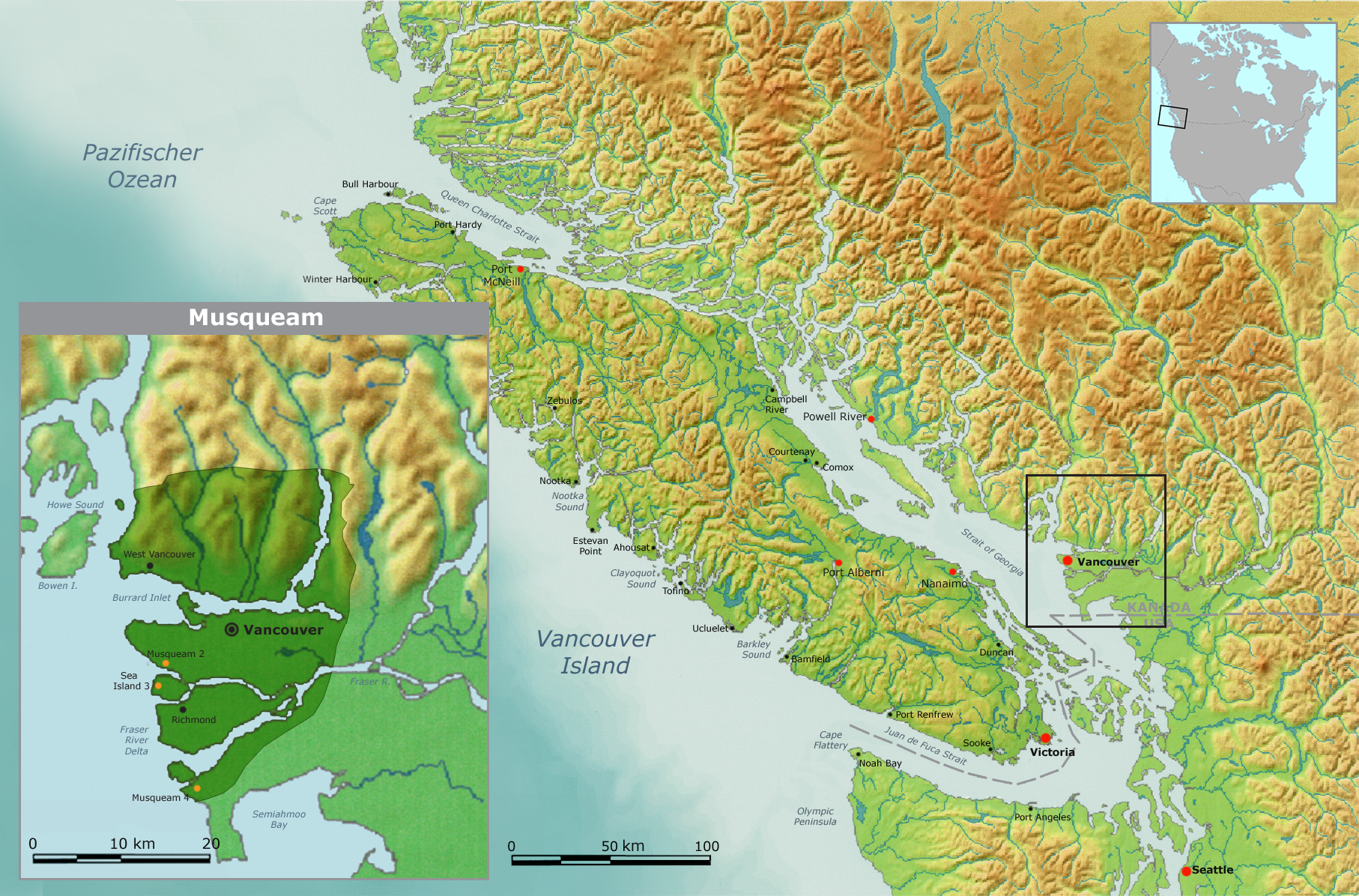
Territorio tradizionale dei Musqueam

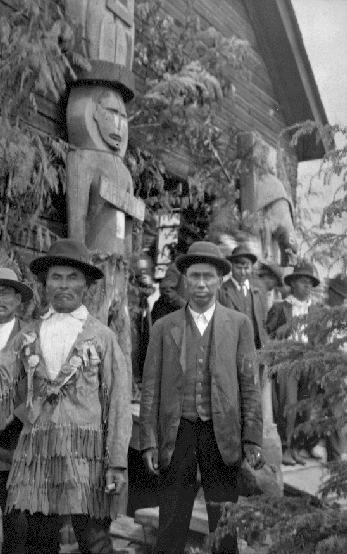
Musqueam

I Musqueam sono una popolazione di nativi americani originari della Columbia Britannica, in Canada. Il loro attuale territorio è completamente compreso nell'area della città di Vancouver, ed è distribuito attorno alle sponde del fiume Fraser. In passato i Musqueam abitavano anche l'area del Burrard Inlet, ma furono scacciati dalla zona dall'avanzata degli Squamish e di altri popoli nativi.
Per un breve periodo, nel XIX secolo, Squamish e Musqueam sono stati politicamente unificati dall'ascesa al potere del capo August Jack (noto anche come Qahtsahlano, che fu capo di entrambi i popoli.
Dal punto di vista culturale e artistico hanno prodotto apparati funebri, maschere, totem con figure antropomorfe.

## Lingua
La lingua tradizionale dei Musqueam, oggi quasi estinta, è lo hən̓q̓əmin̓əm̓, un dialetto della lingua halkomelem, del gruppo Salish. La stessa lingua era parlata da altri gruppi etnici dell'area, come i Kwantlen e i Katzie; nella Columbia Britannica si trovano comunque altri dialetti simili, come lo Hulquminum, parlato dai Salish dell'Isola di Vancouver.